# Mahamadou Danda
Mahamadou Danda (* 25. Juli 1951 in Tahoua, damals Französisch-Westafrika) ist ein nigrischer Politiker. Er war von 2010 bis 2011 Premierminister Nigers.

## Leben
Mahamadou Danda besuchte Schulen in seiner Geburtsstadt Tahoua und studierte anschließend allgemeine Verwaltung an der École nationale d’administration in Niamey. In den 1970er Jahren war er für das Militärregime unter Seyni Kountché tätig. Er arbeitete 1973 in der Verwaltung des Arrondissements Keita und 1974 in der Verwaltung des Arrondissements Mirriah. Von 1977 bis 1978 war er Stellvertreter des Präfekten des Departements Niamey und von 1983 bis 1987 Unterpräfekt des Arrondissements Filingué. 
Premierminister Hamid Algabid berief ihn am 20. November 1987 als Minister für Viehzucht und Wasserwirtschaft in die Regierung. Dieses Amt hatte er bis zum Ende der Regierung Hamid Algabids am 15. Juli 1988 inne. Er studierte nun Regionalplanung und Raumordnung, zunächst von 1989 bis 1990 am Institut Panafricain pour le Développement en Afrique de l’Ouest (IPDAO) in Ouagadougou und von 1991 bis 1993 an der Universität Laval in Québec. Außerdem arbeitete Mahamadou Danda als Sekretär der Partei MNSD-Nassara. Von 1996 bis 1997 studierte er Politikwissenschaft an der Universität Montesquieu Bordeaux IV. Er war in weiterer Folge technischer Berater des seit 1997 amtierenden Premierministers Ibrahim Hassane Mayaki. Nach dem Staatsstreich durch Daouda Malam Wanké wurde Mahamadou Danda am 19. April 1999 als Minister für Sport, Kultur und Kommunikation und als Regierungssprecher in die Übergangsregierung geholt, aus der er am 23. Dezember 1999 wieder ausschied. Für die nächsten zehn Jahre zog sich Mahamadou Danda aus der aktiven Politik zurück und arbeitete als politischer Berater der kanadischen Botschaft in Niamey. 2004 promovierte er in Politikwissenschaft an der Universität Montesquieu Bordeaux IV.
Am 18. Februar 2010 setzte Salou Djibo den nigrischen Präsidenten Mamadou Tandja durch einen Staatsstreich ab. Der Parteilose Mahamadou Danda galt als neutrale politische Figur und wurde durch Entscheidung des Obersten Rates für die Wiederherstellung der Demokratie am 23. Februar 2010 zum Premierminister einer Übergangsregierung bis zu den nächsten Wahlen ernannt. Nach den Präsidentschaftswahlen in Niger 2011 ernannte der gewählte Staatspräsident Mahamadou Issoufou am 7. April 2011 Brigi Rafini zu Mahamadou Dandas Nachfolger.